# Otto Bartels (Maler)
Otto Friedrich Heinrich Bartels (* 4. Dezember 1874 in Schwaan; † 30. März 1958 in Rostock) war ein deutscher Maler und Bildhauer.

## Leben
Otto Bartels war ein Sohn des Schwaaner Töpfermeisters Carl Bartels und dessen Frau Dorothea, geb. Specht. Die Maler Carl (1870–1948) und Rudolf Bartels (1872–1943) waren seine älteren Brüder. Er erlernte in Rostock den Beruf des Holzbildhauers.
Die anschließenden Studienreisen führten ihn während eines Jahres u. a. nach Hamburg, Bremen, Hannover, Göttingen, Köln, Koblenz, Wiesbaden, Leipzig und Berlin. Nach einem weiteren Jahr als Holzbildhauer in Berlin arbeitete er ab 1895 mit seinem Bruder Carl zusammen, der als Modelleur bei der Firma G. Biel in München tätig war. So führten sie etwa Stuckprojekte im Bayerischen Landtag, im Neubau des Reichsgerichtsgebäudes in Leipzig und die Ausmodellierung des großen Ballsaales im Bückeburger Residenzschloss des Fürsten von Schaumburg-Lippe aus.
Nach dem Militärdienst im Ersten Weltkrieg war er ab 1917 in Rostock ansässig. Er studierte in den folgenden Jahren zunächst an der Kunstgewerbe- und Handwerkerschule Hannover und anschließend an der Staatlichen Hochschule für bildende Kunst in Weimar, wo er sich im Hauptfach mit der Porträtmalerei befasste. Nach Rostock zurückgekehrt, widmete er sich zunehmend der Malerei, es entstanden Porträts, Landschaften und Stillleben.
Otto Bartels verstarb in seinem 84. Lebensjahr im Rostocker Pflegeheim „St.-Katharinen-Stift“.

„Otto Bartels war ein genauer Beobachter, der die gewählten Motive in harmonischer Farbigkeit und Detailgetreue bei feinem Strich gestaltete. Seine Thematik umfasst Porträts, Bildnisse im Format von Kniestücken, Landschaften und Stillleben.“

## Werke (Auswahl)
- Porträt Kammermusiker Kurt-Edgar Schlenger. (1924)
- Porträt Frau Marie Schlenger. (1924) [Kurt-Edgar und Marie Schlenger waren die Eltern der Rostocker Malerin Mechthild Mannewitz.]
- Stillleben mit Brathering, Bier und Radieschen. (1942, Öl auf Leinwand), Kunstmuseum Schwaan[5]
- Blick auf Schwaan. (Öl auf Leinwand, 50 × 70 cm), Kunstmuseum Schwaan[3]
- Ansicht von Rostock. (1943, Öl auf Leinwand, 51,2 × 71 cm)[6]